# کادیلاک (میشیگان)
کادیلاک، میشیگان (به انگلیسی: Cadillac, Michigan) یک شهر در ایالات متحده آمریکا با جمعیت ۱۰٬۳۵۵ نفر است که در میشیگان واقع شده‌است.

## موقعیت جغرافیایی
موقعیت جغرافیایی شهرها و مناطق اطراف به شرح زیر است: